# Суховій
Сухові́й — вітер із високою температурою і низькою вологістю повітря. Зазвичай термін вживають до вітрів Каспійської низовини, особливо Казахстану, хоча інколи поширюється й на інші райони.
Від суховіїв слід відрізняти пилові бурі
При високій температурі повітря суховій викликає інтенсивне випаровування води з ґрунту, з поверхні рослин і водойм, що може викликати псування врожаїв зернових і плодових культур, загибель рослин. Висока температура і низька вологість повітря при суховіях є результатом місцевої трансформації (прогрівання) повітряних мас, найчастіше тропічного походження, над сильно нагрітою земною поверхнею і низхідного руху повітря в антициклонах. Тропічні повітряні маси зароджуються над пустелями Африки, Малої Азії, Середньої Азії.